# Burg Wildenburg (Eifel)

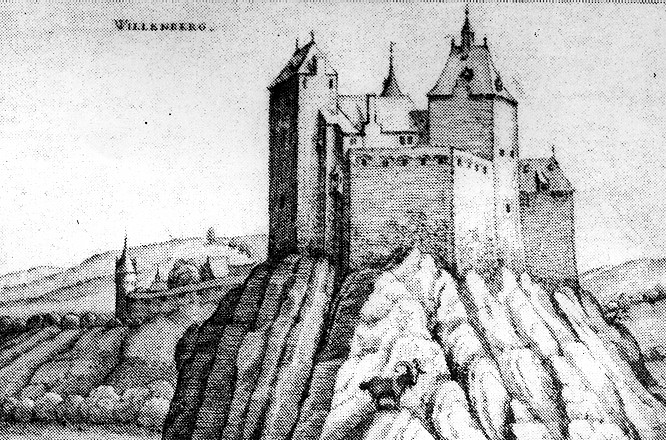
Die Wildenburg um 1618

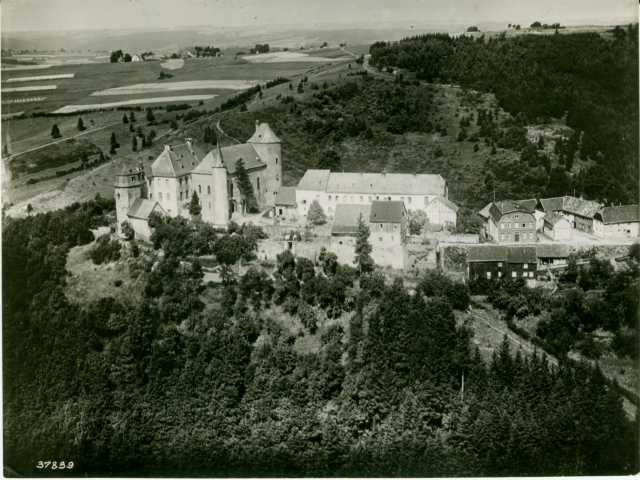
Hansa Luftbild der Wildenburg aus dem Jahr 1932

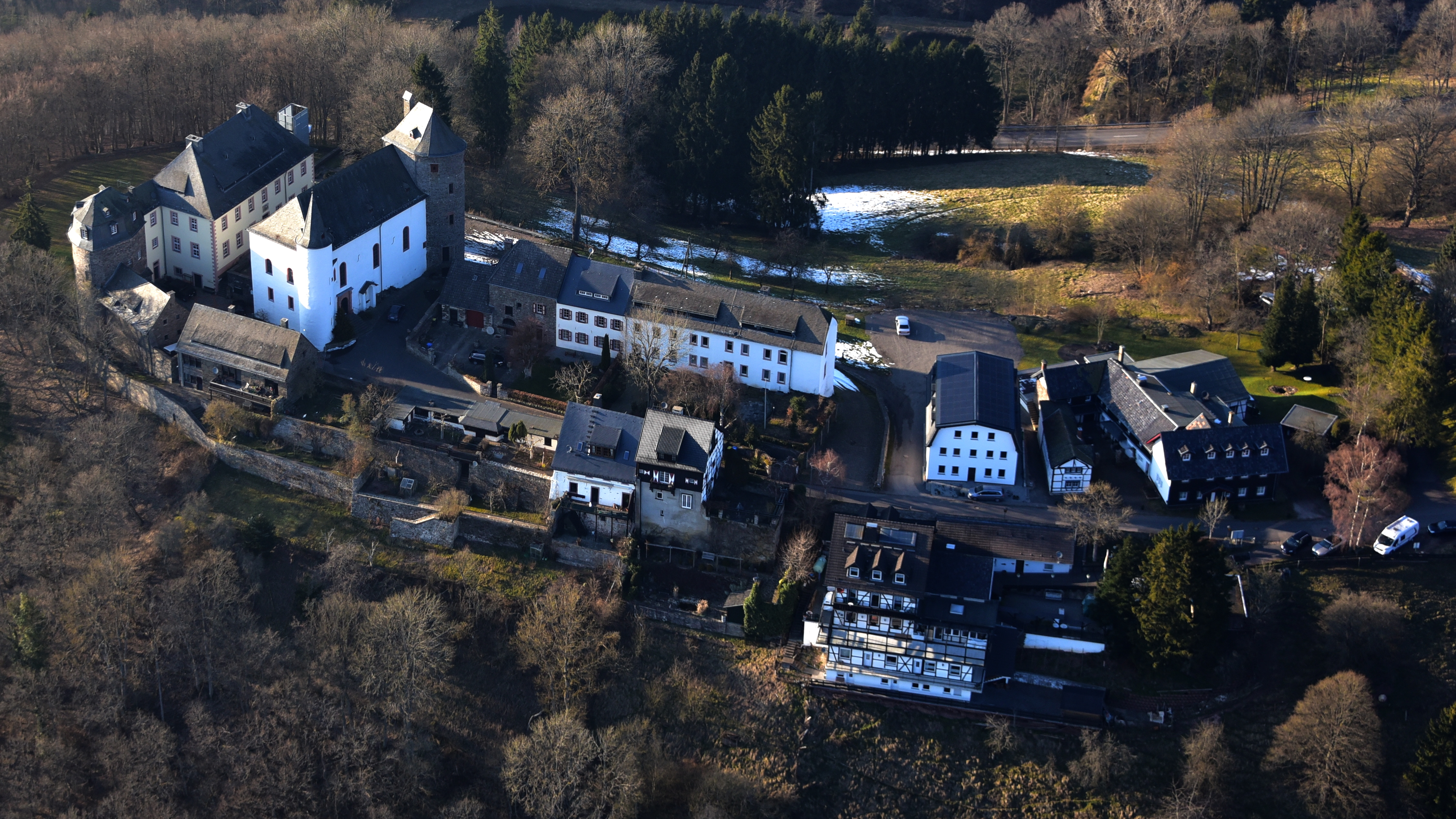
Burg Wildenburg, Luftbild (2016)

Die Wildenburg liegt im nordrhein-westfälischen Teil der Eifel in der Nationalparkgemeinde Hellenthal (Kreis Euskirchen).
Die Burg wurde zwischen 1202 und 1235 erbaut und ist eine der wenigen Eifeler Höhenburgen, die nicht durch Kriegseinwirkung oder Abriss zerstört worden sind. Sie war Mittelpunkt einer Herrschaft, die sich im Westen bis an die heutige belgische Grenze und im Osten bis vor die Tore der Abtei Steinfeld erstreckte. Wie schon im Mittelalter ist der Ort nur über eine einzige Straße zu erreichen, die heutige Landesstraße 22, welche vom Tal des Reifferscheider Baches über Steinfeld ins Tal der Urft führt.

## Die Herren von Burg und Herrschaft
Ab Ende des 12. Jahrhunderts übten die Dynasten von Reifferscheid die Herrschaft im Gebiet um die Wildenburg aus. Von diesen zweigte zwischen 1202 und 1235 die Linie von Wildenberg ab. Die Herren von Wildenberg verfügten neben ihrem Kernland über Fernbesitz an Rhein und Mosel, im Hunsrück und an anderen Orten der Eifel. Sie unterhielten gute Beziehungen zu ihren Nachbarn, wie etwa den Herzögen von Limburg, den Grafen von Jülich, von Sponheim und den Erzbischöfen von Köln. Die Linie starb 1328 im Mannesstamm aus, die Herrschaft Wildenberg und andere Besitzungen nördlich der Mosel fielen an die Grafen von Jülich, die Burg wurde zu einer Jülicher Unterherrschaft. 1715 erwarben die Äbte von Steinfeld die Herrschaft und bauten das Burghaus im Jahr 1717 zur Kirche um. 1794 erfolgte der Einmarsch der französischen Revolutionstruppen. Die Hauptburg wurde französisches Nationaleigentum, entging aber der Versteigerung, weil sie der 1803 neu gegründeten Pfarrei als Kirche und Pfarrhaus überlassen wurde.

## Lage und Gebäude der Burg

Die Wildenburg im Jahr 2005

Die Burg gehört zur Gruppe der Spornburgen und liegt in rund 526 m ü. NN am Ende eines schmalen, weit ins Tal reichenden Bergvorsprunges, der nach drei Seiten ziemlich stark abfällt. Ein schmälerer und niedrigerer Sattel stellt die Verbindung zu der höheren Flanke im Osten her.
Auf dem Bergvorsprung liegen von Osten nach Westen Flecken, Vorburg und Hauptburg.
Seine geografische Lage bot dem Flecken guten Schutz, verhinderte aber auch das Entstehen einer größeren Siedlung. Die einzige Zufahrt war durch eine Sperrvorrichtung (Grindel) geschützt. Das Dorfkreuz aus Sandstein am heutigen Parkplatz, dessen Chronogramm IesVs CrVCIfIXVs saLVator MVnDI (Jesus der Gekreuzigte Erlöser der Welt) die Jahreszahl 1789 ergibt, stand schon außerhalb.
Die mit Ringmauer und Halsgraben geschützte Burganlage war nur von Osten her über eine Zugbrücke zugänglich. Im Zuge der Verfüllung des Halsgrabens verschwand auch die Zugbrücke. An sie erinnert noch heute ein Wegestück mit dem Namen Op dr Bröck (Auf der Brücke). Die ehemals vorhandenen beiden Toranlagen von Vorburg und Hauptburg sind heute auch verschwunden.

### Die Vorburg

Plan der Burganlage

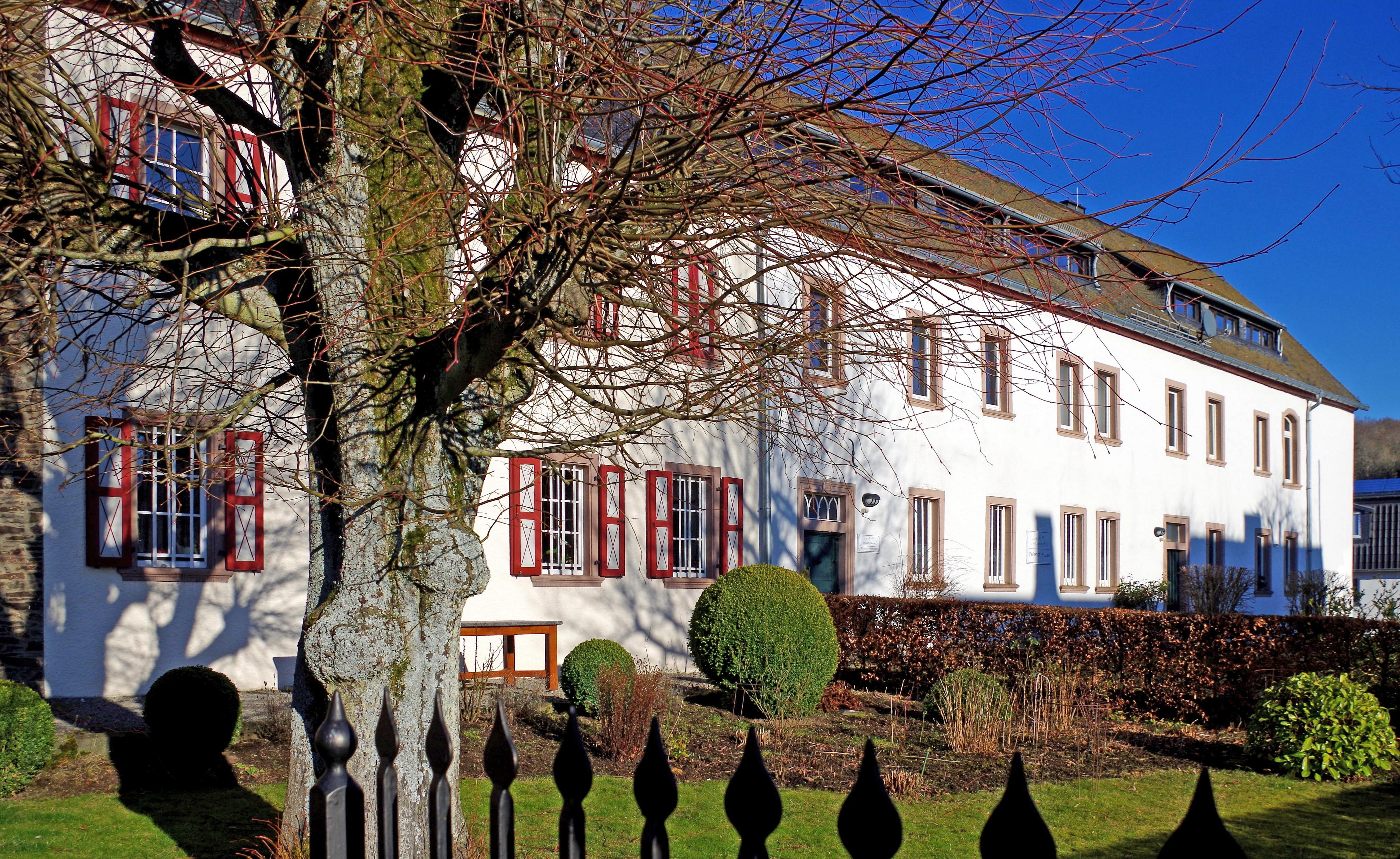
Ehemaliges Haus Pallandt

Betritt man heute die Vorburg, gewahrt man zur Linken ein Fachwerkhaus, das Haus an der Pforte (fälschlich Torwärterhaus), das ursprünglich das Haus eines Burgmannes war. Seine talseitige Außenwand wird von der alten Wehrmauer gebildet, das Obergeschoss der Straßenfront ist vorgekragt. Die Giebel waren einst fensterlos, weil das Gebäude zwischen dem einstigen Torbau der Vorburg und einer Scheune lag. Die Jahreszahl 1600 über der Haustüre ist irreführend, da das Haus schon erheblich früher erwähnt wird.
Daran anschließend findet sich die Mitte des 20. Jahrhunderts zum Wohnhaus umgebaute ehemalige Pallandt’sche Scheune mit dem Allianzwappen eines Herrn von Pallandt und seiner Ehefrau.
Die daran anschließenden Gärten waren einst mit Wirtschaftsgebäuden bebaut.
Auf der rechten Seite sieht man ein langgestrecktes repräsentatives Gebäude mit einem Viertelturm an der Nordostecke und einem Brunnen im Hof. Es handelt sich um das ehemalige Haus Pallandt. Es nimmt die Stelle ein, wo einst die Wehrmauer verlief und das Weinhaus und die Kirche von 1562 standen. Integriert wurde das Haus auf dem  Poel (Pfuhl), das seinen Namen von dem einst dort liegenden Wassertümpel trug und sich noch heute vom Rest des Hauses unterscheidet. Das neue Bauwerk wurde um 1800 von Johann Franz Theodor Edmund Pallandt erbaut, der einer bürgerlichen Familie entstammte, die ihren Ursprung in einer illegitimen Verbindung des Trierer Archidiakons Reinhard von Pallandt († 1572) hatte. Die drei Söhne dieses Franz Theodor Pallandt (Christoph Reinhard, Wilhelm Joseph Maria und Franz Anton Maria) erreichten es 1829, als Freiherren in die Adelsmatrikel der preußischen Rheinprovinz eingetragen zu werden. Sie durften sich also fortan von Pallandt nennen. Im Jahre 1865 wurde die östliche Hälfte des Gebäudes von den Erben des Franz Anton von Pallandt verkauft, später ging die andere Hälfte an den preußischen Forstfiskus, der dort eine Försterei einrichtete. Seit 1917 ist auch dieser Teil in Privathand. Die östliche Hälfte wurde 1962 von der katholischen Kirchengemeinde Wildenburg erworben und diente wie die Hauptburg bis 2005 als Haus der Bischöflichen Akademie des Bistums Aachen. Damals wurden Umbaumaßnahmen durchgeführt, die u. a. den bisherigen Haupteingang mit dem Wappen von Pallandt darüber (in falschen Farben) überflüssig machten.

### Die Hauptburg

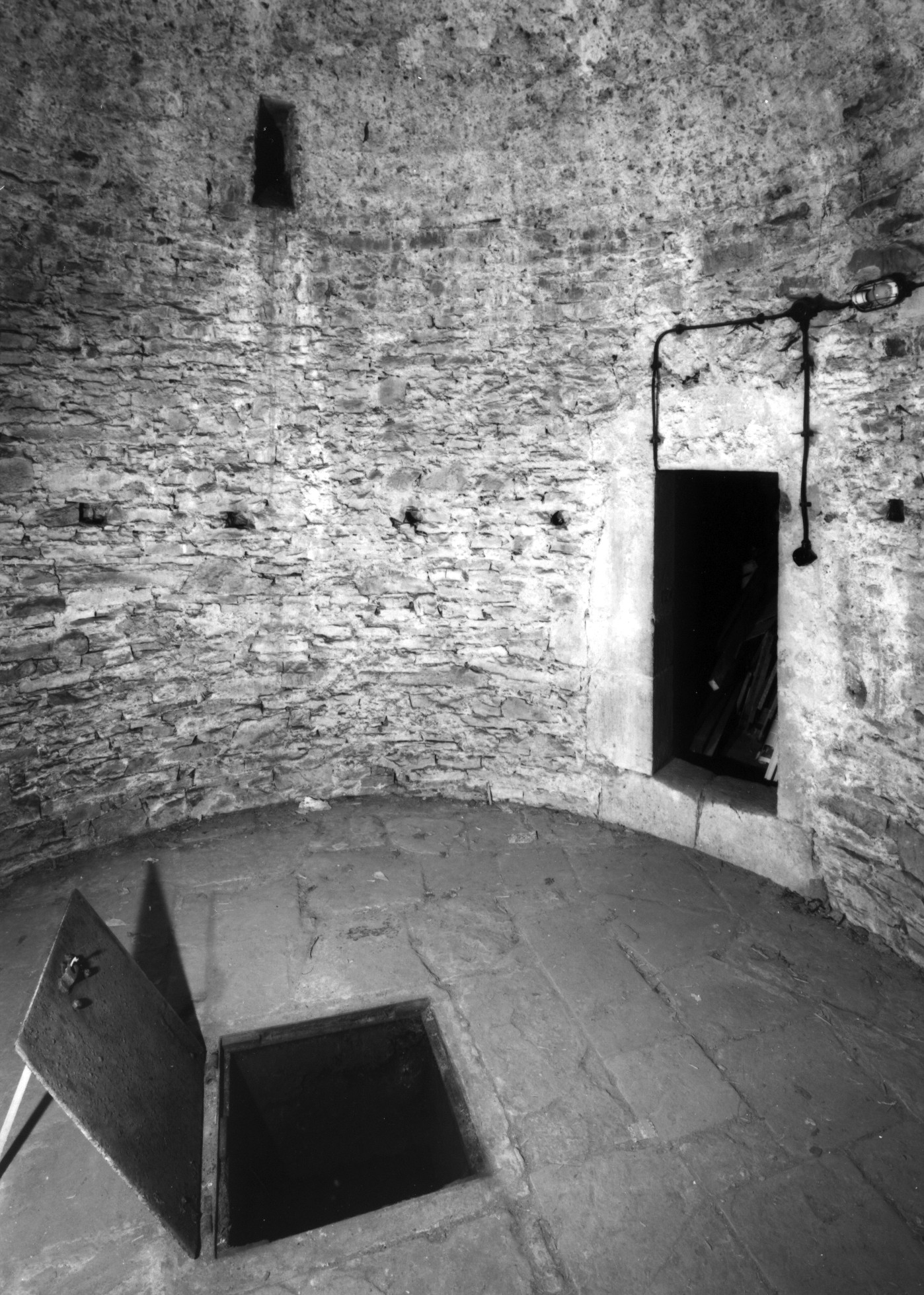
Gefängnisraum im Hexenturm mit Angstloch

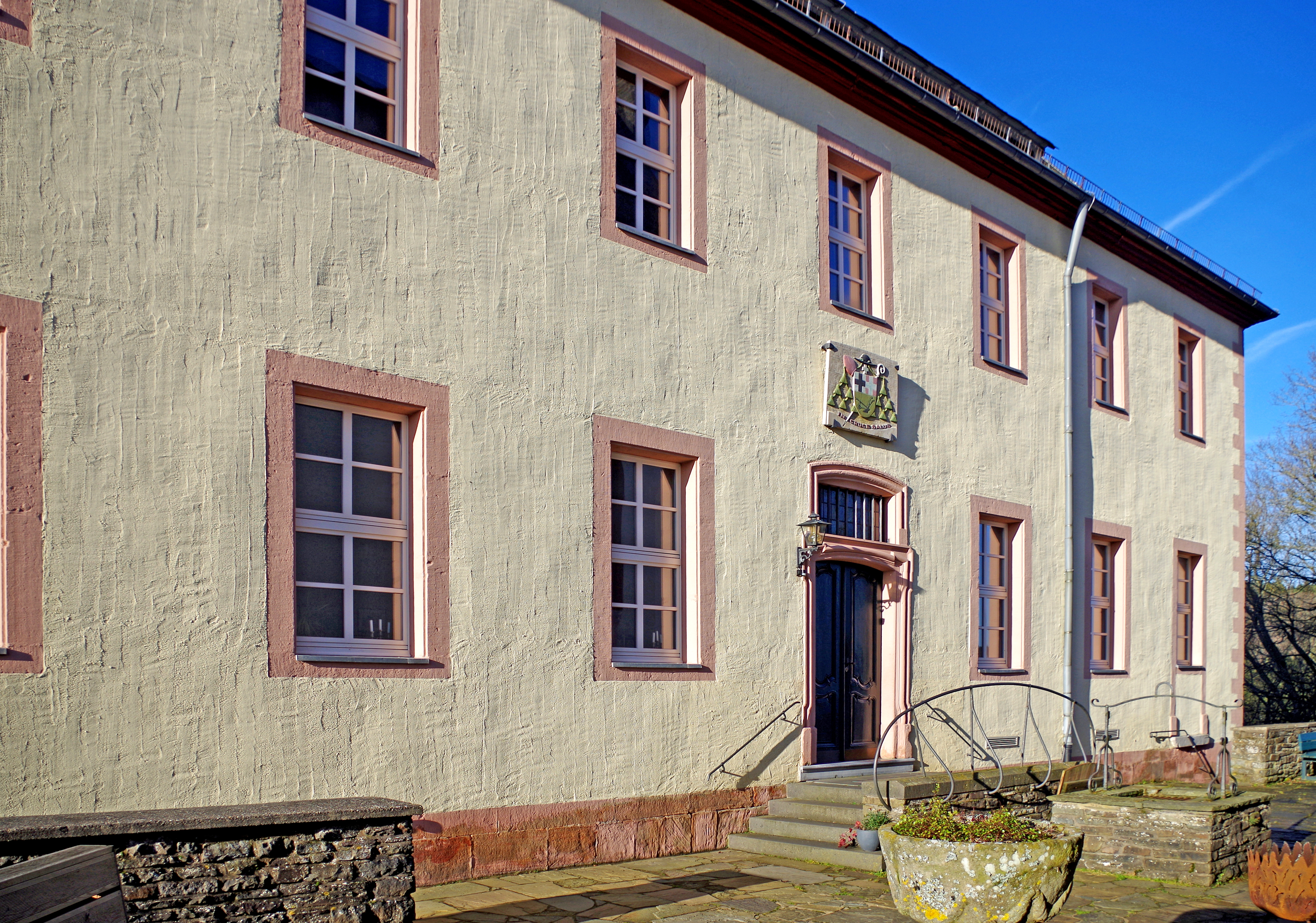
Die ehemalige Steinfelder Kellnerei und der Burgbrunnen

In der Hauptburg, die ehedem zusätzlich durch Graben und Fallbrücke geschützt war, erreicht man zuerst das im Süden von einem Treppen-, im Norden von einem Wohnturm flankierte ehemalige Burghaus, den Palas, mit den Resten der schon 1263 erwähnten Burgkapelle im Obergeschoss, deren Lage an dem kleinen gotischen Fenster rechts von einer Schießscharte ablesbar ist.
Der Palas wurde nach dem Übergang der Herrschaft Wildenburg in die Hände der Abtei Steinfeld (1715) zur Kirche umgebaut, der Treppenturm mit den heute noch sichtbaren Schießscharten zum Glockenturm gemacht (mit den von Martin Legros 1777 gegossenen Glocken e und fis und der von August Mark 1954 gegossenen Glocke cis) und im Wohnturm, heute nach dem Schutzpatron Johannesturm genannt, die Sakristei eingerichtet.
Die Kirche ist ein rechteckiger Saalbau mit Türen und Fenstern in rotem Sandstein. An der Südseite sind vom ehemaligen Palas zwei Rechteckfenster mit ihren schmalen Schlitzen und einseitigen Fenstersitzen erhalten. Der Hauptzugang erfolgt über eine Freitreppe durch ein Pilasterportal.
Altäre und Kanzel sind Arbeiten Steinfelder Mönche aus dem 18. Jahrhundert. Auf dem Hochaltar sehen wir in der Mitte die fast lebensgroße Holzfigur des Pfarrpatrons Johannes der Täufer, links die des heiligen Norbert von Xanten und rechts die des heiligen Hermann Josef von Steinfeld.
Im linken Seitenaltar steht die Holzfigur der Mutter Gottes mit dem Kinde, im rechten die des Schutzengels.
Die wertvollste Figur ist die 85 cm hohe Sitzfigur der heiligen Anna aus Eichenholz an der rechten Seitenwand. Es handelt sich um eine rheinische Arbeit aus dem 15. Jahrhundert. Die Kanzel wird von der Figur des heiligen Michael bekrönt. Um Raum zu gewinnen, wurden Seitenaltäre und Kanzel 1957/58 in Richtung Hauptaltar verschoben. Damals wurde auch in dem dreiteiligen barocken Orgelprospekt aus dem 18. Jahrhundert die aus Bürvenich bei Zülpich stammende Orgel durch eine neue ersetzt. Von der Orgelempore hat man einen Blick in den windschiefen, rippenlos kreuzgewölbten Altarraum der einstigen Burgkapelle, in der noch der Mensaunterbau, eine Weihwassernische in Haustein und Reste gotischer Malerei erhalten sind. Unter der Orgelempore hängt eine 12. Kreuzwegstation in Form einer Gold-Emaille-Senkarbeit aus dem Jahre 1960. Im Jahre 1987 wurde ein neuer Zelebrationsaltar mit dem Motiv des brennenden Dornbuschs auf den vier identischen Bronzeplatten eingeweiht.
In der wie die Kirche rippenlos kreuzgewölbten Sakristei im Erdgeschoss des ehemaligen Wohnturmes ist ein Kamin mit den Wappen der Eheleute Edmund von Pallandt und Anna von Merode aus dem Jahre 1553 erhalten. Der viereckige Raum ist durch Wandnischen erweitert, die Sitznischen der Kreuzfenster heute nicht mehr vorhanden. Der Keller mit der Heizung stammt aus neuerer Zeit. Die Sakristei kann seit Mitte des 20. Jahrhunderts auch durch eine Außentür betreten werden.
Der insgesamt rund 18 m hohe Johannesturm mit hufeisenförmigen Grundriss verfügt über drei weitere Geschosse, die alle beheizbar waren. Vom dritten gelangte man auf den Wehrgang, der auf der Ostwand des Palas verlief. Das oberste Geschoss gewährte der Wachmannschaft Sicht nach allen Seiten. Die Mauertreppe des Turmes wurde bei der Umwandlung des Burghauses zur Kirche entfernt, so dass die oberen Geschosse nicht mehr zugänglich waren. Seit 1905 führt eine steinerne Außentreppe in das zweite Geschoss, von wo auch die beiden anderen Geschosse erreicht werden können.
Am Pfarrhaus aus neuerer Zeit vorbei erreicht man den unteren Burghof. Hinter einem Garagenbau (ehemals Stallung) gewahrt man an der Südwestecke einen Bastionsturm mit seinen bis zu 4,40 m dicken Mauern, der wegen seiner Rolle als Gefängnis während des Hexenprozesses von 1628 Hexenturm genannt wird. Er ist spätestens im 16. Jahrhundert entstanden und scheint schon für Geschützfeuer berechnet gewesen zu sein, ohne selbst größeren Geschützen Platz bieten zu können. Die beiden kreisrunden, kuppelgewölbten und fensterlosen Innenräume der beiden unteren Geschosse dienten als Gefängnis. Der Raum im zweiten Geschoss ist durch eine bis heute erhaltene gotische Tür vom unteren Burghof aus zugänglich und hat eine kleine Nebenkammer, die vermutlich ebenfalls als Gefängnis genutzt wurde. Der 5 m tiefe unterste Raum war das Verlies und nur durch eine quadratische Einstiegsöffnung, das Angstloch, zugänglich.
Über eine Treppe gelangt man vom unteren zum oberen Burghof mit dem Brunnen. Hier stand einst der mächtige vierkantige Wohnturm, der die Funktion des  Bergfrieds erfüllte. Er hatte mindestens vier Geschosse und war mit dem Palas verbunden. Dieser Bergfried wurde im 12. oder frühen 13. Jahrhundert errichtet und war damit der älteste Teil der Wildenburg.
Nachdem die Abtei Steinfeld die Burg erworben hatte, ließ sie den Bergfried niederreißen, um westlich davon auf dem Wehrgang einen herrschaftlichen Bau nach Art eines barocken Landschlosses zu errichten. Dieses Gebäude war Wohn- und Amtssitz des für die Herrschaft Wildenburg zuständigen abteilichen Kellners, war also eine Kellnerei. Es handelt sich um einen zweigeschossigen Bau mit abgewalmten Satteldach und einer Front mit sieben Achsen einfacher Rechteckfenster in Blausteinfassung. Der Zugang führt über eine Podesttreppe in der Mitte. In der Eingangshalle, von wo eine breite barocke Podesttreppe ins Obergeschoss führt, liegt zur Linken zuerst ein repräsentativer ehemaliger Wohnraum mit Eckschrank und Stuckdecke, der durch einen hohen Steinkamin beheizt werden konnte. Seine Holzvertäfelung zeigt Abtswappen und Embleme der Abtei Steinfeld. In der einstigen geräumigen Küche ist der mächtige Rauchfang mit seinen viereckigen Steinpfosten erhalten. Die moderne Küche und ein Speisesaal finden sich auf der rechten Seite.
Von der Kellnerei aus gelangt man durch einen Verbindungstrakt, bei dem es sich um den Rest des ehemaligen Wehrganges an der Westseite handelt, in die beiden oberen Geschosse des Hexenturmes. Durch die Küche erreicht man das als Wohnraum ausgebildete tonnengewölbte dritte Geschoss mit Schießkammern und Fenstersitzen, das von einem Kamin aus grauem Sandstein in Renaissanceformen beheizt werden konnte. Im Obergeschoss der Kellnerei führt eine barocke Nebentreppe in Podestform mit Brettbalustern in das vierte Geschoss des Hexenturmes in Form einer Mansarde, welche die Steinfelder Mönche als Belvedere gestalteten, das einen exzellenten Überblick über einen großen Teil des ehemaligen Herrschaftsgebietes gewährt.
Nach der Säkularisation diente das Kellnereigebäude als Pfarrhaus und Volksschule, von 1953 bis 2005 war es Bildungshaus des Bistums Aachen. In dieser Zeit wurden umfangreiche Umbaumaßnahmen durchgeführt, um das Gebäude den neuen Erfordernissen anzupassen.
Heute betreibt die Genossenschaft ProWildenburg eG, ein Gemeinschaftsunternehmen der Stadt Grevenbroich und der Pfarrgemeinde St. Johann Baptist Wildenburg, dort eine Begegnungs-, Bildungs- und Erholungsstätte.
Die ehemaligen Terrassengärten an der Westseite der Kellnerei dienen heute anderen Zwecken.

## Bildergalerie

Innen- und Außenansicht des Kirchengebäudes
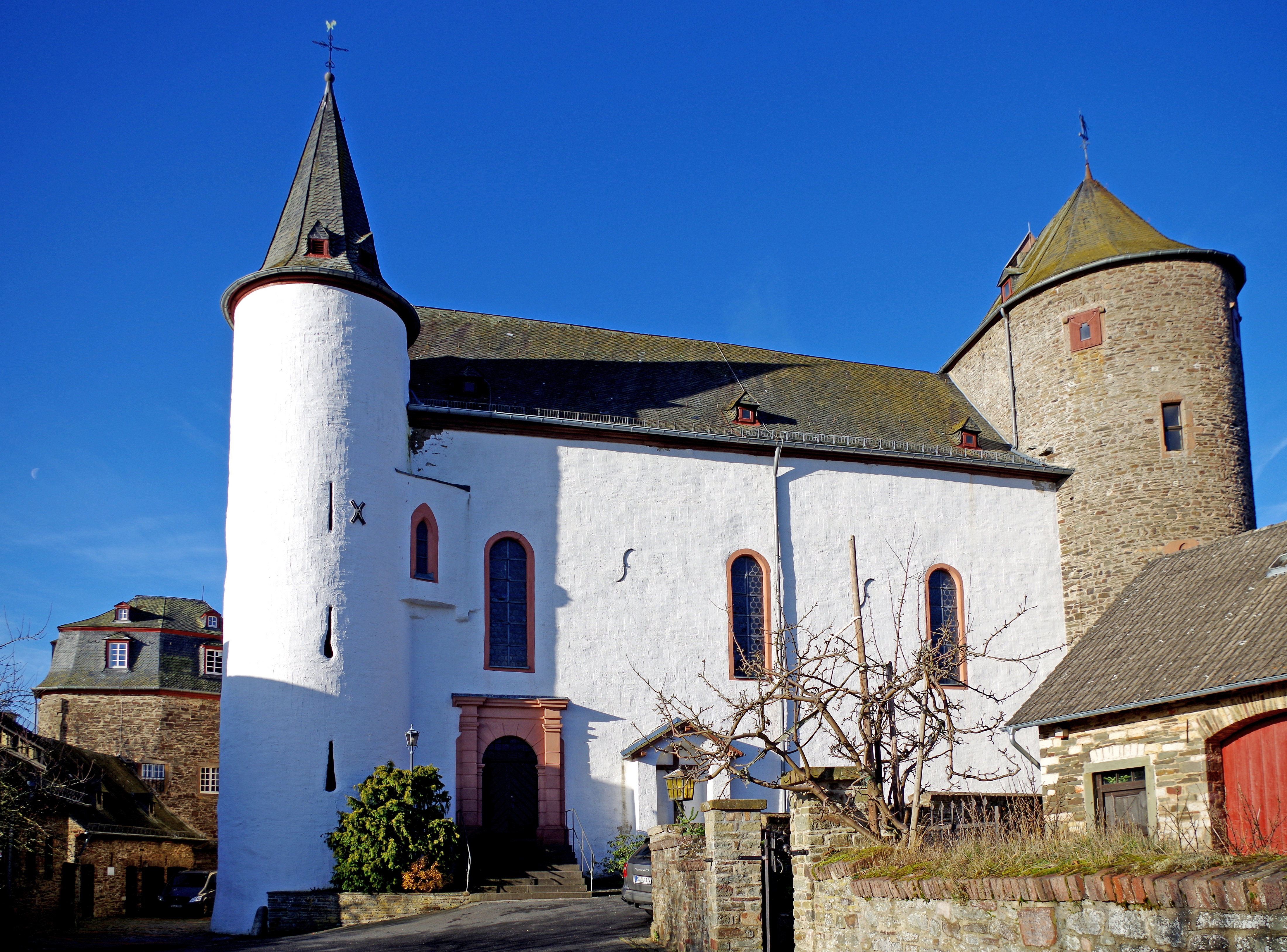
Glockenturm und Eingang zur Kirche; im Hintergrund links der Hexenturm
Westwand der Kirche. Man erkennt die vermauerten Fenster des ehemaligen Palas.
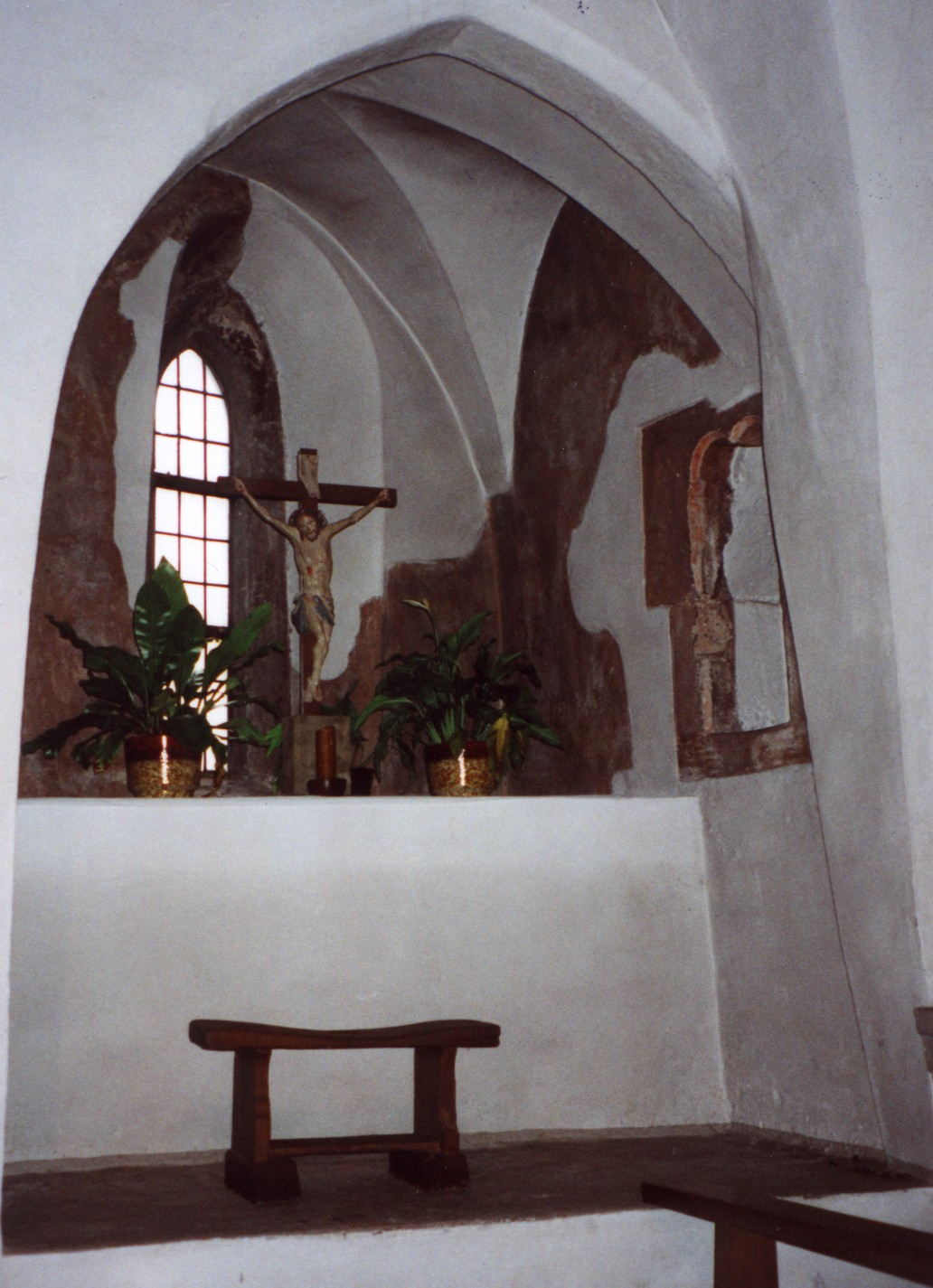
Altarraum der ehemaligen Burgkapelle
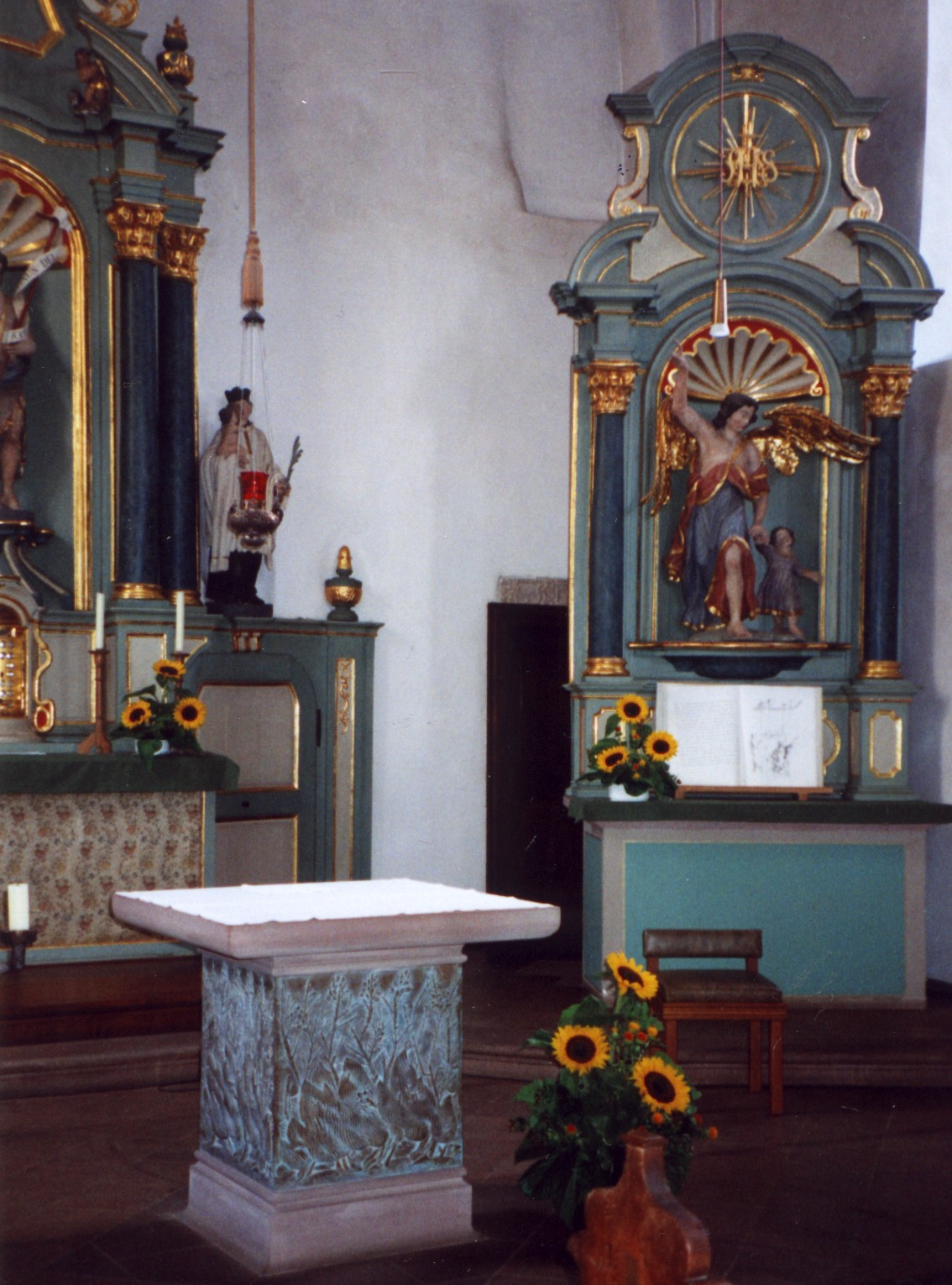
Altarraum mit Tür zur Sakristei. Über dieser ist die vermauerte Tür zum Obergeschoss des ehemaligen Burghauses sichtbar.